# پولینگ این تیرول
پولینگ این تیرول (به آلمانی: Polling in Tirol) یک منطقهٔ مسکونی در اتریش است که در اینسبروک لند واقع شده‌است. پولینگ این تیرول ۴٫۹۷ کیلومتر مربع مساحت دارد ۶۱۵ متر بالاتر از سطح دریا واقع شده‌است.